# Jean Cerf
Pour les articles homonymes, voir Cerf (homonymie).
Jean Cerf, né en 1928, est un mathématicien français, spécialiste de la topologie.

## Biographie
Jean Cerf étudie à l'École normale supérieure (promotion 1947 Sciences). Après avoir été reçu à l'agrégation de mathématiques (1950), il obtient le doctorat ès sciences avec une thèse préparée sous la direction d'Henri Cartan. D'abord maître de conférences à l'Université de Lille, il est nommé par la suite professeur à la Faculté des sciences d'Orsay. Il a été également directeur de recherche au CNRS.
Spécialiste de la topologie différentielle (cobordisme) et de la topologie symplectique, il est en 1966 conférencier invité au Congrès international des mathématiciens à Moscou (pseudo-isotopie et isotopes). En 1970, il démontre le théorème de pseudo-isotopie dans le cadre de recherches sur la sphère exotique. La même année, il obtient le prix Servant en compagnie de Bernard Malgrange et André Néron.
François Laudenbach a été l'un de ses élèves.